# Air14

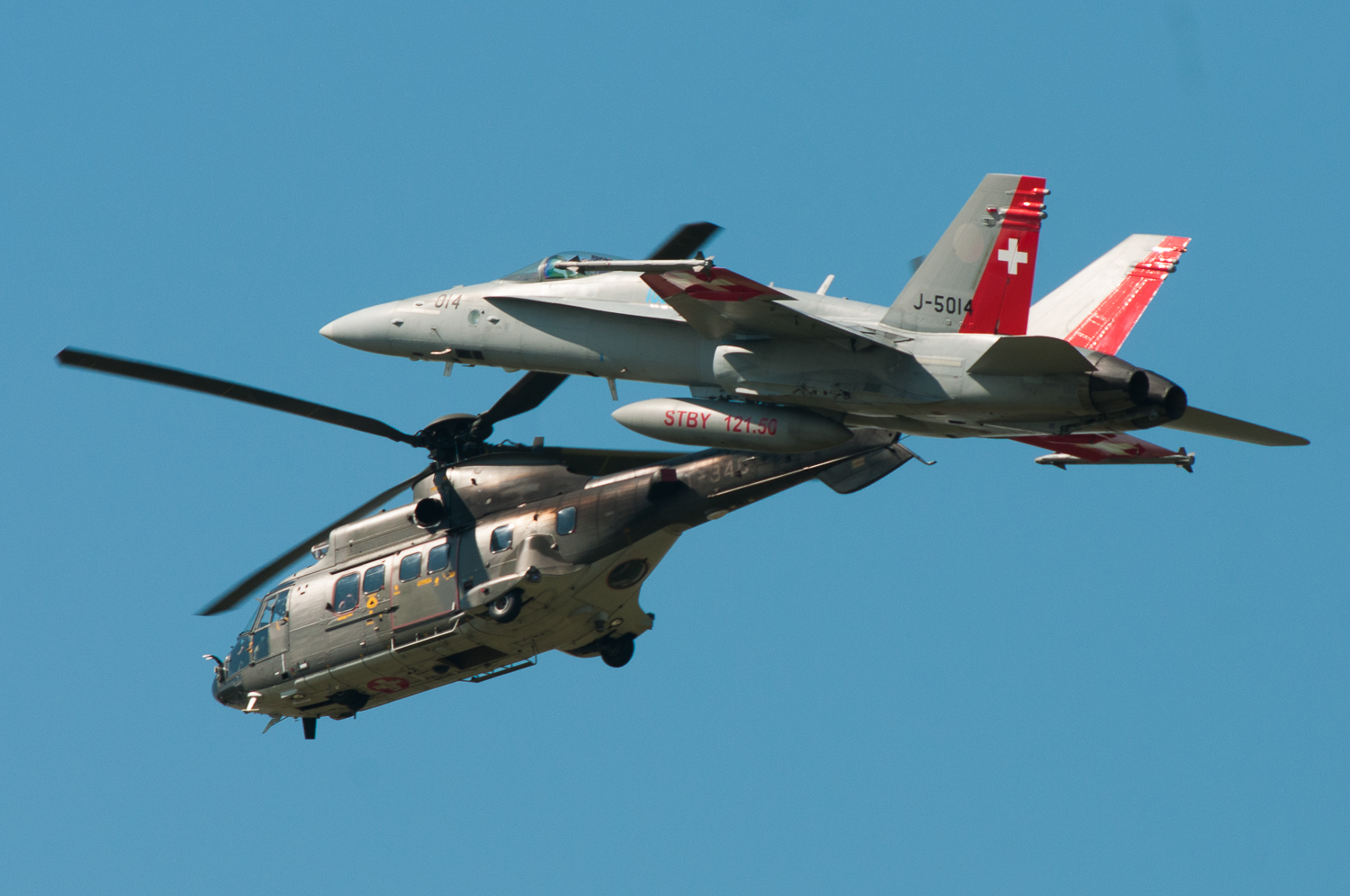
Cougar und F/A-18C J-5014 an der Air14

Die Air14 oder 100 Jahre Schweizer Luftwaffe Airshow war eine internationale Flugschau, welche die Schweizer Luftwaffe im Sommer 2014 auf dem Militärflugplatz Payerne veranstaltete.

## Geschichte
Die Schweizer Luftwaffe beteiligte sich bei diversen militärischen und zivilen Veranstaltungen mit Vorführungen. Bei vom Militär organisierten Events waren in der Regel keine ausländischen Militärflugzeuge eingeladen. Grund war die strikte Schweizer Neutralität. Zivile Flugshow-Organisatoren hingegen brachten auch ausländische Militärflugzeuge in ihr Programm ein, wie mehrfach die Harrier bei den ab 1976 stattfindenden Flugtagen in Bex. Mit dem Ende des Kalten Krieges ergingen auch Einladungen der Schweizer Luftwaffe an Staaten des ehemaligen Ostblocks. An der Air94 am 26. und 27. August 1994 war eine Su-22 der slowakischen Luftwaffe auf dem Flugplatz Buochs zu Gast, wo die Patrouille Suisse ihr 30-jähriges Bestehen auf dem Hawker Hunter feierte. Höhepunkt sowie Anlass der Veranstaltung war die Verabschiedung des Hunters mit einem Formationsüberflug von 40 Hawker-Hunter-Maschinen. Es wurde beschlossen, alle zehn Jahre eine solche Airshow durchzuführen. Die nächste Airshow fand daher als Air04 am 4. und 5. September 2004 auf dem Militärflugplatz Payerne statt. Rund 275'000 Menschen verfolgten das militärische Spektakel mit 186 Flugzeugen, dessen Höhepunkt ein ungewöhnlicher gemeinsamer Überflug von fünf Kunstflugstaffeln war. Der Direktor der Air04 war Ian Logan.
Der nächste Termin für die Airshow war somit das Jahr 2014, in dem die Luftwaffe ihr 100-jähriges Bestehen feierte sowie die Patrouille Suisse ihr 50-jähriges Bestehen und das PC-7 Team sein 25-jähriges Bestehen begehen konnten. Daher wurden die Feierlichkeiten auf zwei Wochenenden ausgeweitet. An den dazwischen liegenden Wochentagen wurde die Airshow für alle Interessierten mit reduziertem Vorführprogramm und umfassendem Static Display offen gehalten. Somit dauerte die Air14 mit dem Trainingstag insgesamt 10 Tage, wobei die Schweizer Kunstflugstaffeln an jedem Tag mindestens eine Vorführung absolvierten. Für die nächste, nun Airspirt24 genannte, Airshow im Jahr 2024 war wieder nur ein Wochenende geplant. Auf dem Militärflugplatz Emmen war der 30 und 31. August vorgesehen.  Die bereits angekündigte Flugschau wurde im Januar 2024 aus Kostengründen abgesagt. Man wolle sich stattdessen auf die Verteidigung konzentrieren, so Armeechef Thomas Süssli.

## Organisation
Die Planung für die Air14 begann im Jahr 2009 unter Zustimmung des damaligen Verteidigungsministers Ueli Maurer, Chef der Armee André Blattmann und dem damaligen Kommandanten der Luftwaffe Markus Gygax. Als Direktor für die Air14 wurde Oberst im Generalstab Ian Logan ernannt, der schon für die Air04 verantwortlich war. Für das Flying Display war der heutige Kommandant der Patrouille Suisse Nils «Jamie» Hämmerli verantwortlich, der Kommandant des PC-7 Teams «Höffi», Werner Hoffmann, koordinierte (abgesehen von der Patrouille Suisse für die der damalige Kommandant der PS «Dani» Daniel Hösli zuständig war) alle Vorführungen von den aktuellen Mitteln der Schweizer Luftwaffe. Für das Static Display war «Jose» Jascha Haller verantwortlich. Die Eröffnung der Air14 übernahm der neue Kommandant der Luftwaffe, Aldo C. Schellenberg, zusammen mit Doris Leuthard, in deren Arbeitsbereich als Bundesrätin die Zivilluftfahrt fällt.
Für die Durchführung der Airshow hatte die Schweizer Luftwaffe diverse Partner. Dies waren unter anderem: der Zivilschutz, Schweizerisches Rotes Kreuz, Bundesamt für Zivilluftfahrt, Kantonspolizei Waadt, Kantonspolizei Freiburg, REGA, Schweizerische Bundesbahnen, Schweiz Tourismus, Feldpost (Schweizer Armee), Fliegermuseum Altenrhein, Flieger-Flab-Museum, Musée de l’aviation militaire de Payerne, Télévision Suisse Romande.
Für die Airshow wurde ein Verkehrskonzept erarbeitet mit drei Parkarealen nahe der Autobahnausfahrt Payerne respektive in der Nähe der beiden angrenzenden Autobahnausfahrten mit gratis Shuttlebussen zum Airshowareal. Die SBB setzten Sonderzüge für die Airshow ein. Die Airshow wurde vom Westschweizer Fernsehen live übertragen und auch per Livestream auf YouTube gezeigt. Da die Airshow selbsttragend sein musste, wurde zum einen Eintritt verlangt, zum anderen wurde der Treibstoff aus dem ordentlichen jährlichen Luftwaffenkontingent bezogen sowie die Kosten mit Sponsoren gedeckt. Die Sponsoren Henniez und Nestlé hatten dafür im Gegenzug das Liefermonopol für Lebensmittel und Getränke, wobei aber auch das lokale Gewerbe berücksichtigt wurde. Der Militärflugplatz Emmen fungierte als Ausweichflugplatz und als Basis für diverse Schweizer Luftfahrzeuge, die Vorführungen an der Airshow absolvierten. Für den Onlineverkauf von Tickets und Kombinierten Eisenbahn-/ Eintrittstickets war die SBB verantwortlich.
| Partner                         | Rolle         |
| ------------------------------- | ------------- |
| Luftwaffe                       | Organisator   |
| Armeestab                       | Militär       |
| EM cond A FSTA                  | Militär       |
| Heer                            | Militär       |
| Logistikbasis der Armee         | Militär       |
| Höhere Kaderausbildung          | Militär       |
| Führungsunterstützungsbasis     | Militär       |
| Armasuisse                      | Militär       |
| Breitling                       | Hauptpartner  |
| Schweiz Tourismus               | Hauptpartner  |
| SBB                             | Hauptpartner  |
| Renault                         | Hauptpartner  |
| Henniez                         | Hauptpartner  |
| Heineken                        | Hauptpartner  |
| Payerne                         | Hauptpartner  |
| Postauto                        | Hauptpartner  |
| RUAG                            | Hauptpartner  |
| Swiss                           | Hauptpartner  |
| Swisscom                        | Hauptpartner  |
| Banque Cantonale Vaudoise       | Hauptpartner  |
| 24 heures                       | Medienpartner |
| RTS un Deux                     | Medienpartner |
| la 1ère RTS                     | Medienpartner |
| Blick                           | Medienpartner |
| Quantis                         | Partner       |
| Staat Freiburg                  | Partner       |
| Kanton Waadt                    | Partner       |
| APG SGA                         | Partner       |
| Touring Club Schweiz            | Partner       |
| Lausanne Hospitality Consulting | Partner       |
| École hôtelière de Lausanne     | Partner       |
| swisstopo.ch                    | Partner       |
| skyguide                        | Partner       |
| MeteoSwiss                      | Partner       |

## Besonderes

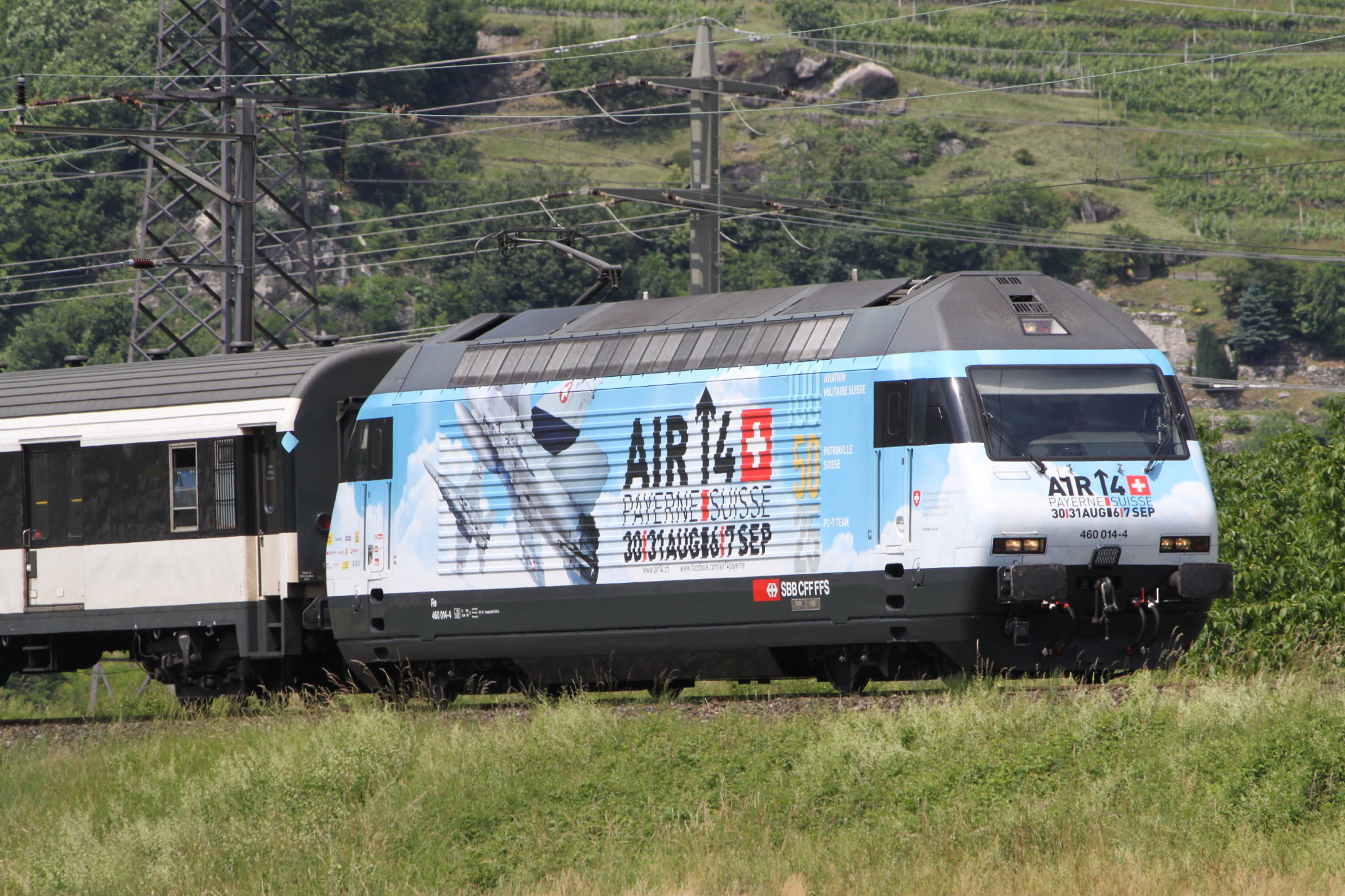
SBB-Lok der Reihe Re 460 mit Sonderbemalung Air14

Die SBB versahen eine Re-460-Lokomotive mit einer Sonderbemalung für die Air14. Die Schweizerische Post bemalte einen Postautobus ebenfalls in einer Sonderbemalung für die Air14 und gab zu diesem Anlass zwei Sonderbriefmarken heraus. Swissmint gab eine Sondermünze zum 50-jährigen Jubiläum der Patrouille Suisse heraus.
Für die Air14 erhielten diverse flugfähige Oldtimer eine Bemalung, die der des Flugzeugtyps im Dienst der Schweizer Luftwaffe entsprach. Die F/A-18C J-5014 erhielt eine Farbgebung, die derjenigen der Schweizer Flugzeuge im Zweiten Weltkrieg entsprach. Die J-5014 flog Displays alleine, oder im Paar mit der als J-143 bemalten Morane HB-RCF, welche den Neutralitätsanstrich mit zusätzlichen roten und weissen Streifen trug. Weitere Paare waren die FA-18 mit einem Cougar oder dem Super Puma mit der Sonderbemalung der Lufttransportstaffel 4.
Eine einzigartige Flugvorführung bot das PC-7 Team am 7. September 2014, als sie gemeinsam mit der Patrouille Suisse eine Flugvorführung mit somit insgesamt 15 Flugzeugen präsentierten. Mit einer in der damaligen Schweizer Farbgebung bemalten Morane und einer Boeing B-17 wurde ein historisches Ereignis eines Bomberabschusses bei Dübendorf im Zweiten Weltkrieg nachgestellt. Mit Claude Nicollier und Chris Austin Hadfield waren zudem auch Astronauten an der Air14 beteiligt. Die Air14 hatte ihren eigenen offiziellen Song One Hundred Years. Sänger ist der F/A-18 Pilot «Jason» Stucki.
Für das vielfältige Flugprogramm mit der lebhaften und dynamischen Präsentation von 100 Jahren Militärluftfahrt sowie das zukunftsträchtige Verkehrs- und Umweltkonzept wurde der Air14 im Dezember 2014 vom International Council of Air Shows (ICAS) ein «Platinum Award» vergeben.

## Themenbereiche
Das Flugprogramm wurde so gestaltet, dass es vielseitig für Besucher war, die die Veranstaltung nur einen Tag besuchten, wie auch für Besucher die alle vier Haupttage das Programm verfolgten. Jeder dieser Tage sollte ein breites Spektrum der Zeitepochen der Schweizer Militärluftfahrt von den Gründungsjahren bis zur Gegenwart aufzeigen, sowie Einzelvorführungen, Teamvorführungen und speziellen Akten zum Jubiläum. Daher wurde das Programm von jedem dieser Tage in die Rubriken „Teams“, „Jets“, „Oldtimer Jets“, „Propeller aircraft“, „Helicopters“, „Special demonstrations“ und „Tribute 100 Years Military aviation“ unterteilt. Jeder dieser Tage hatte einen Themenbereich und eine Farbe sowie ein Leitmotiv. Diese wurde auch im Programm, auf den Tickets sowie bei Fachanlässen unter der Woche zum jeweiligen Thema aufgeführt:

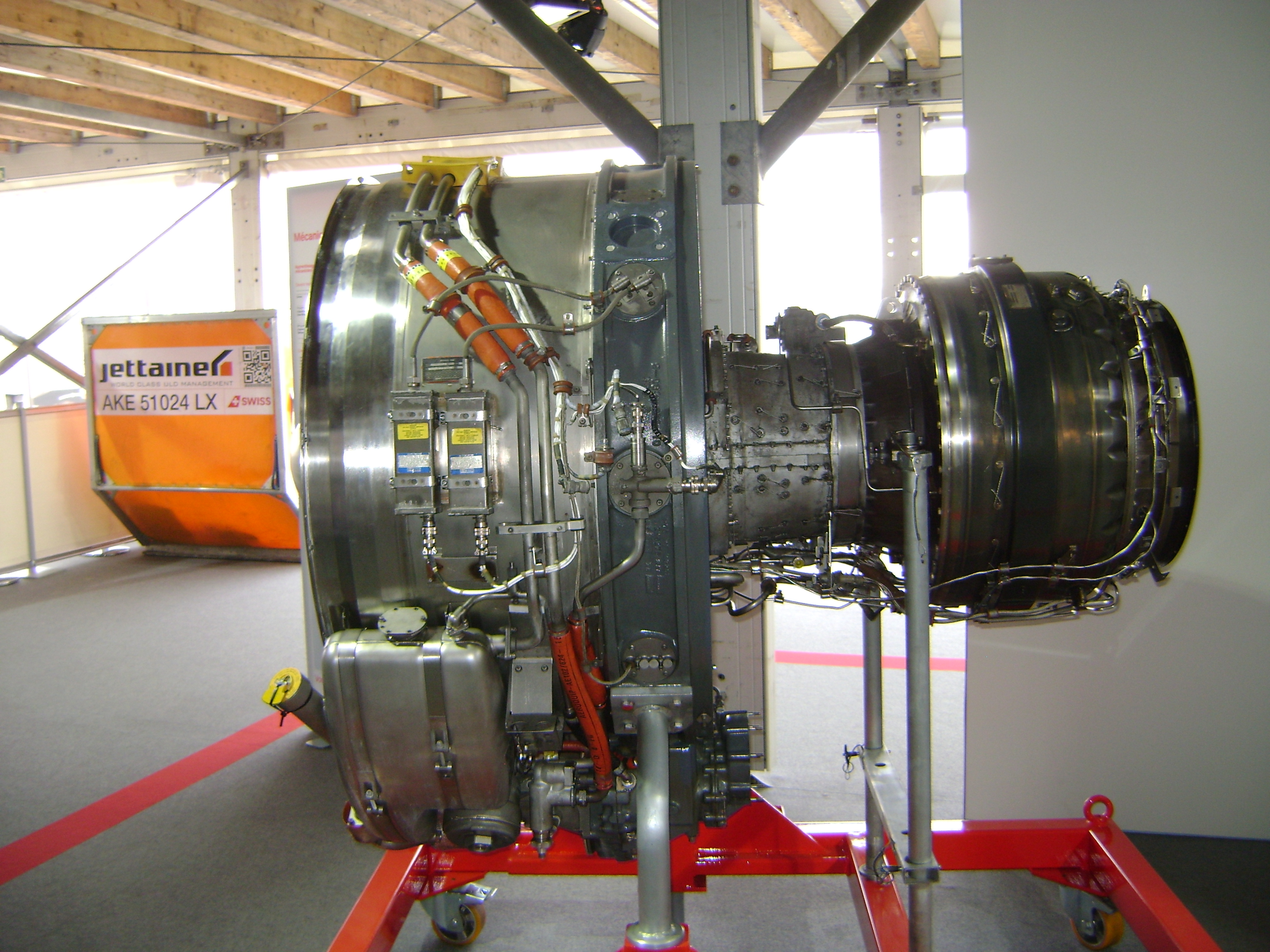
Avro-Triebwerk im Swiss Stand

- Samstag 30. August 2014 The Sky Outwatch (Green)

Reconnaissance in the past, today and the future. Themenbereich Luftaufklärung Grüne Farbe.
- Sonntag 31. August 2014 Above the Battlefields (Amber)

Air to ground in the past, today and the future. Themenbereich Luft Boden Einsatz Bernsteinfarben
- Samstag 6. September 2014 The Spirit of Air Defence (Cyan)

Air Defence in the past, today and the future. Themenbereich Luftkampf Blaue Farbe
- Sonntag 7. September 2014 Heavy Metal and Evolution (Purple)

Innovation and Air Transport in the past, today and the future. Themenbereich Lufttransport und Innovation Purpurne Farbe.
Die Tage zwischen den Wochenenden waren auch öffentlich. Einige Tage hatten einen Schwerpunkt für spezifische Besucher, so waren diese für Schulklassen ausgelegt, für Menschen mit Behinderung und für Unternehmer aus der Privatwirtschaft.
Eine Aufgabe der Air14 war es auch, den Besuchern die Berufe in der Schweizer Armee und in der Aviatik näher zu bringen. Daher hatte die Armee ein Zelt aufgebaut, in dem die verschiedenen (Lehr-)Berufe aufgezeigt wurden. Dazu waren auch Unternehmen, die in der Schweizer Aviatik tätig sind, an der Ausstellung beteiligt, dies waren unter anderem die Swiss, Skyguide, Schweizerische Rettungsflugwacht, RUAG, Pilatus Aircraft. Zudem wurden verschiedene Sparten des Militärs und ihre Aufgaben den Besuchern in Statischen Ausstellungen präsentiert, so zum Beispiel die Militärpolizei, EOD, Swissint, ABC-Abwehr. Nebst den Fliegenden Mitteln war die Schweizer Luftwaffe auch mit bodengestützten Systemen wie dem TAFLIR, IFAS-Richtstrahl-Piranha, STINGER, Oerlikon 35 mm mit Feuerleitgerät Skyguard und RAPIER präsent. Das Heer war präsent mit Bergepanzer Büffel, Leopard 2, M109, M113, Mowag Eagle, Mowag Piranha IB 6×6, Mowag Piranha 8x8, DURO GMTF, CV9030CH, Mobile Brücke und der Mobilen Rollstrasse.

## Flugprogramm

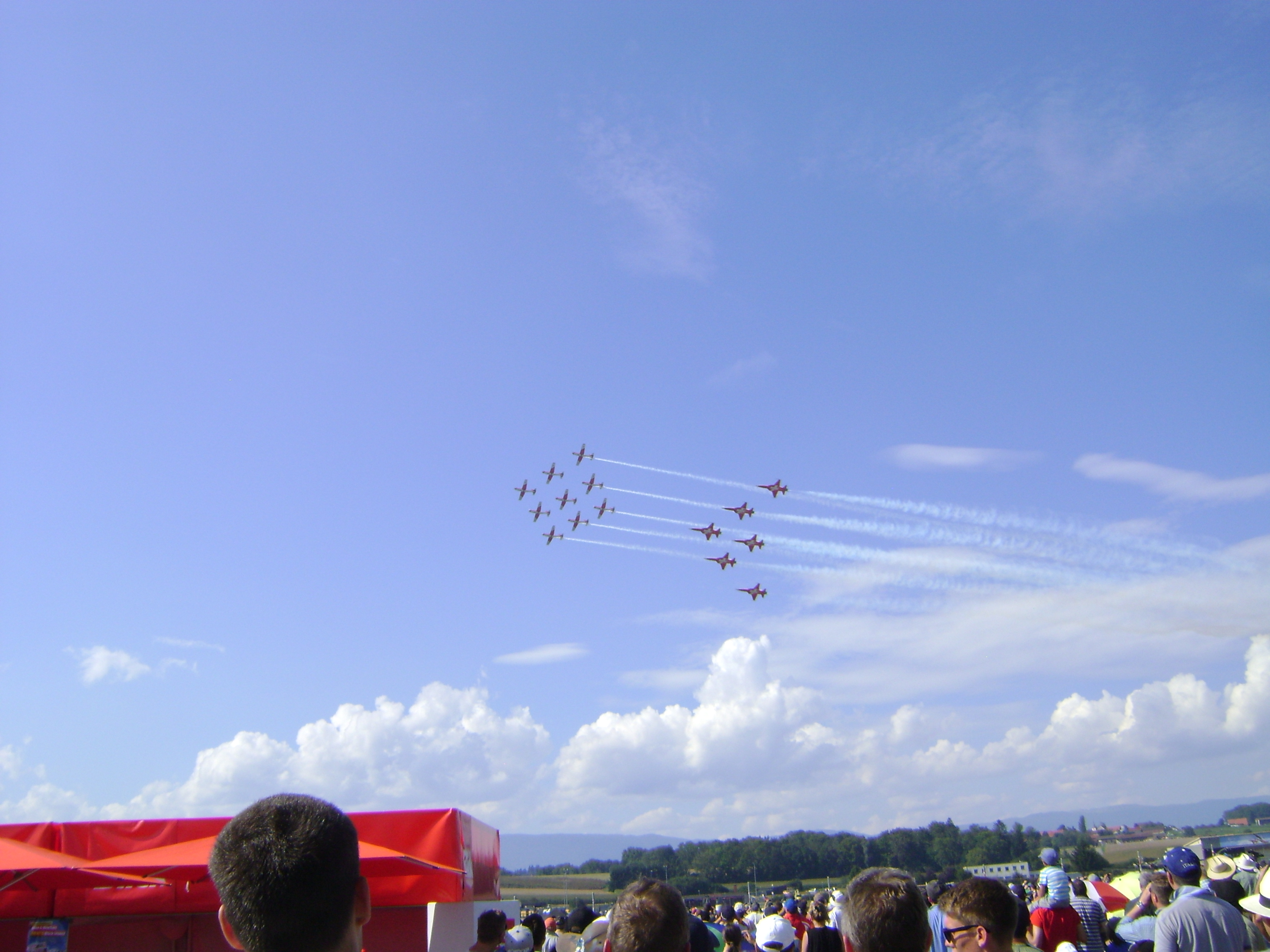
Patrouille Suisse und PC-7 Team

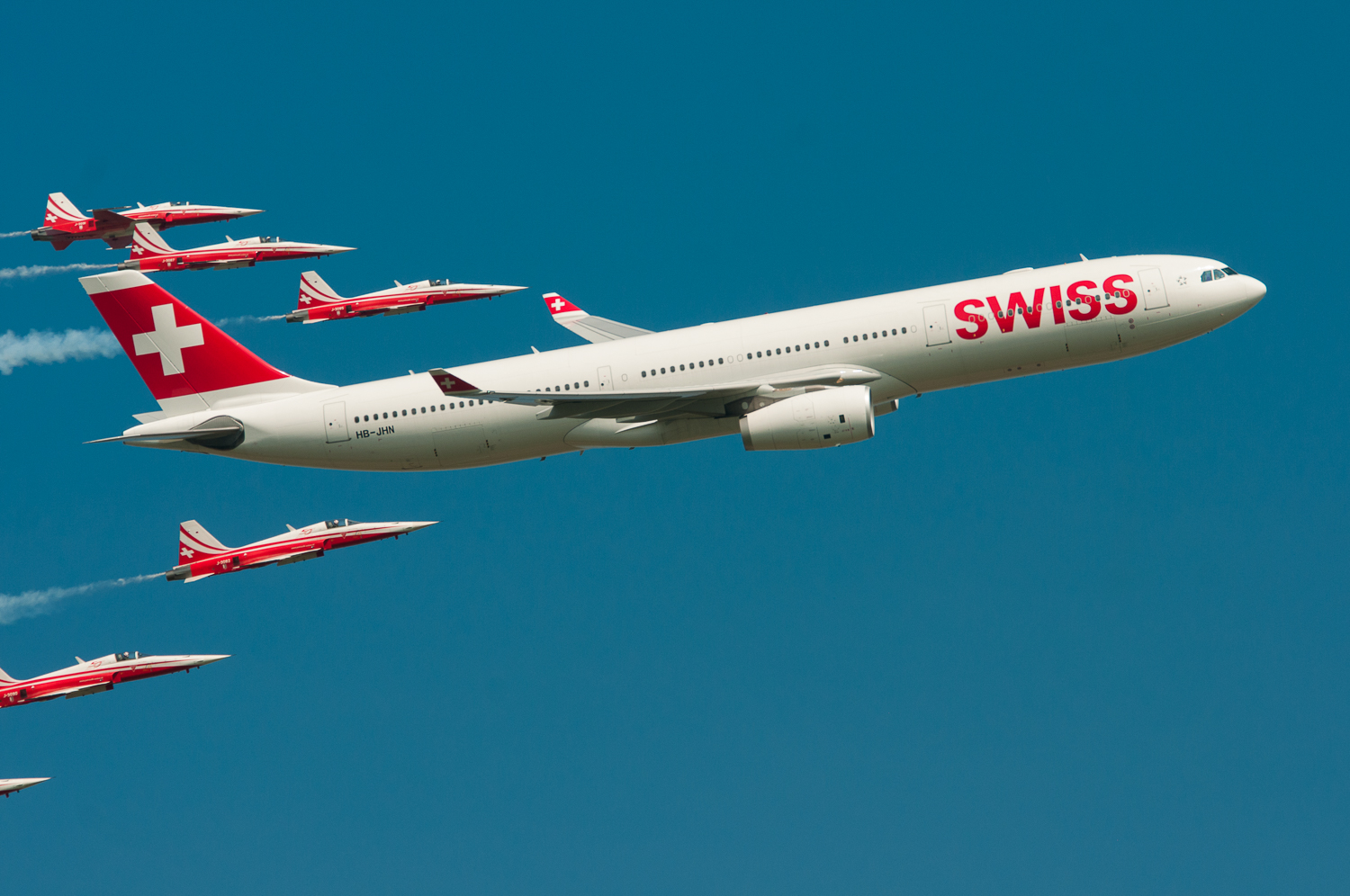
Patrouille Suisse und Swiss A-330

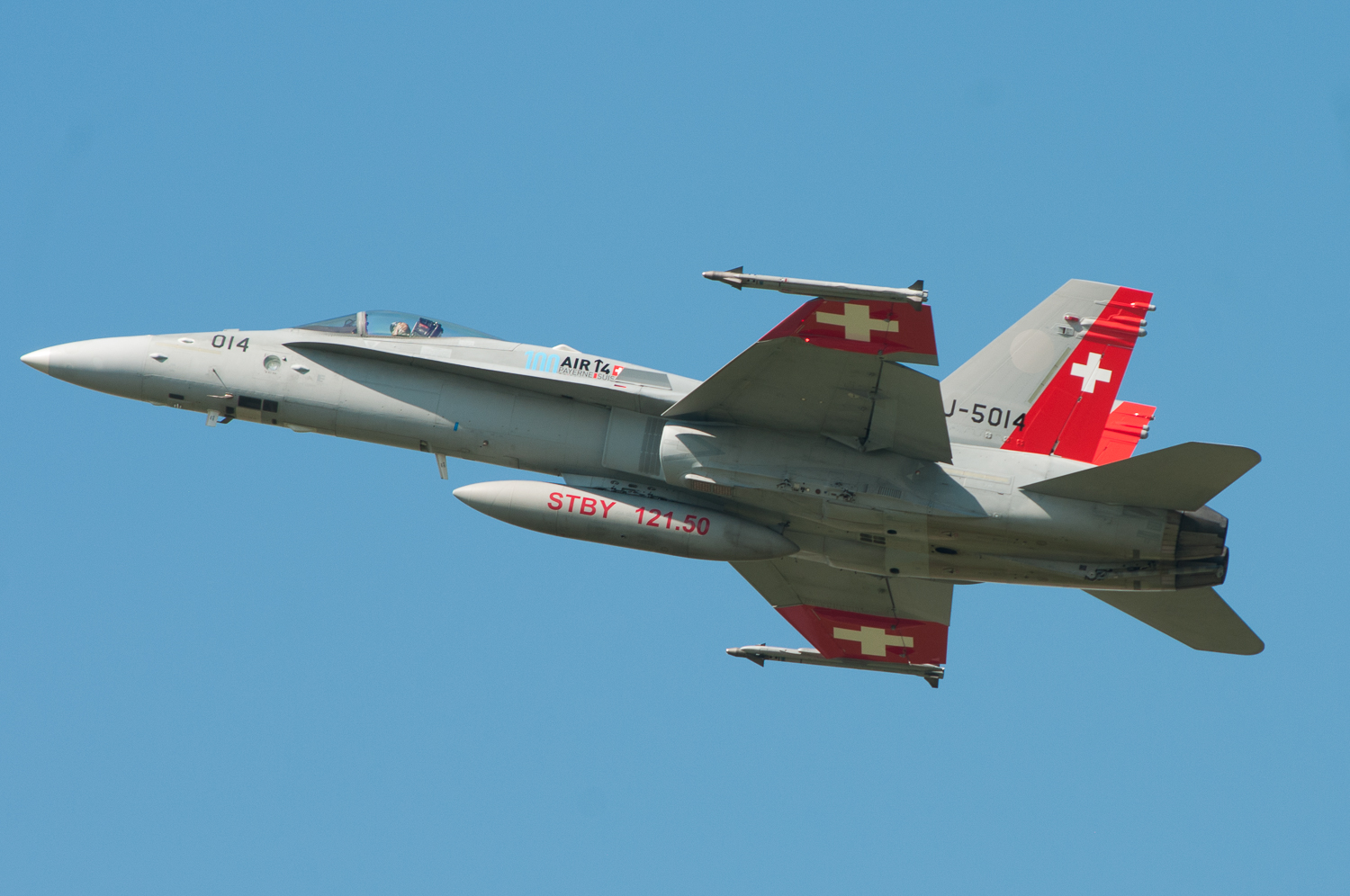
Die F/A-18C mit dem Kennzeichen J-5014 flog in einer Bemalung, welche derjenigen der Schweizer Flugzeuge des Zweiten Weltkrieges entspräche

### Fly In
Donnerstag 28. August 2014
Kein Programm

### Training
Freitag 29. August 2014
| Luftfahrzeug                                          | Land       |
| ----------------------------------------------------- | ---------- |
| Patrulla Águila                                       | Spanien    |
| Wings of Storm                                        | Kroatien   |
| Patrouille de France                                  | Frankreich |
| Midnight Hawks                                        | Finnland   |
| Suchoi Su-22 Fitter                                   | Polen      |
| Mirage 2000 Ramex Delta                               | Frankreich |
| P-51 Mustang                                          | Frankreich |
| P-38 Lightning                                        | Österreich |
| PC-9M                                                 | Schweiz    |
| Eurocopter Tiger                                      | Frankreich |
| North American B-25 und Chance Vought F4U             | Österreich |
| Mil Mi-24/35                                          | Tschechien |
| Tribute 100 Years Military Aviation                   | Schweiz    |
| Jetman                                                | Schweiz    |
| Tribute 50 Years Patrouille Suisse 25 Years PC-7 Team | Schweiz    |

### The Sky Outwatch (Green)
Reconnaissance in the past, today and the future
Samstag 30. August 2014
| Luftfahrzeug                                                                   | Land               | Sparte                      |
| ------------------------------------------------------------------------------ | ------------------ | --------------------------- |
| Patrouille Suisse                                                              | Schweiz            | Team                        |
| PC-7 Team                                                                      | Schweiz            | Team                        |
| Patrulla Águila                                                                | Spanien            | Team                        |
| Patrouille de France                                                           | Frankreich         | Team                        |
| Breitling Jet Team                                                             | Frankreich         | Team                        |
| Wings of Storm                                                                 | Kroatien           | Team                        |
| F-16 Falcon                                                                    | Belgien            | Jet                         |
| F/A-18C Hornet                                                                 | Schweiz            | Jet                         |
| MiG-29A Fulcrum                                                                | Slowakei           | Jet                         |
| 2x Suchoi Su-22 Fitter                                                         | Polen              | Jet                         |
| DH.100 und DH.115 Vampire                                                      | Schweiz            | Oldtimer Jet                |
| AT-6A                                                                          | Schweiz            | Propeller aircraft          |
| P-51 Mustang                                                                   | Frankreich         | Propeller aircraft          |
| P-38 Lightning                                                                 | Österreich         | Propeller aircraft          |
| C-3603                                                                         | Deutschland        | Propeller aircraft          |
| PC-9M                                                                          | Schweiz            | Propeller aircraft          |
| Super Puma                                                                     | Schweiz            | Helikopter                  |
| Eurocopter Tiger                                                               | Frankreich         | Helikopter                  |
| BO-105                                                                         | Österreich         | Helikopter                  |
| Lockheed Super Constellation                                                   | Schweiz            | Transporter                 |
| DC-3 und Beech 18                                                              | Schweiz            | Transporter                 |
| Airbus A220-100                                                                | Kanada             | Transporter                 |
| Swiss A-330                                                                    | Schweiz            | Special demonstrations      |
| KSK Recce und Ju-52                                                            | Schweiz            | Special demonstrations      |
| Jetman                                                                         | Schweiz            | Special demonstrations      |
| Bücker Bü 131 Bücker Bü 133 Pilatus P-2 Pilatus P-3 Pilatus PC-9 Pilatus PC-21 | Schweiz            | 100 Years Military aviation |
| Alouette II Alouette III Cougar Eurocopter EC635                               | Schweiz            | 100 Years Military aviation |
| DH.115 Hawker HunterT Mirage IIIDS F-5F                                        | Schweiz            | 100 Years Military aviation |
| Morane-Saulnier MS.406 F/A-18C                                                 | Schweiz            | 100 Years Military aviation |
| Recce Pilatus PC-6T                                                            | Schweiz            | 100 Years Military aviation |
| Fokker D.VII Blériot XI                                                        | Schweiz Frankreich | 100 Years Military aviation |

### Above the Battlefields (Amber)
Air to ground in the past, today and the future
Sonntag 31. August 2014
| Luftfahrzeug                                                                   | Land                   | Sparte                      |
| ------------------------------------------------------------------------------ | ---------------------- | --------------------------- |
| Patrouille Suisse                                                              | Schweiz                | Team                        |
| PC-7 Team                                                                      | Schweiz                | Team                        |
| Patrulla Águila                                                                | Spanien                | Team                        |
| Patrouille de France                                                           | Frankreich             | Team                        |
| Breitling Wingwalker                                                           | Vereinigtes Königreich | Team                        |
| Midnight Hawks                                                                 | Finnland               | Team                        |
| P3 Flyers                                                                      | Schweiz                | Team                        |
| F-16 Falcon                                                                    | Belgien                | Jet                         |
| F/A-18C Hornet                                                                 | Schweiz                | Jet                         |
| MiG-29A Fulcrum                                                                | Polen                  | Jet                         |
| Mirage 2000 Ramex Delta                                                        | Frankreich             | Jet                         |
| DH.100                                                                         | Schweiz                | Oldtimer Jet                |
| 4 x Hawker Hunter                                                              | Schweiz                | Oldtimer Jet                |
| North American B-25 und Chance Vought F4U                                      | Österreich             | Propeller aircraft          |
| AD-4N Skyraider                                                                | Frankreich             | Propeller aircraft          |
| Jak-3U                                                                         | Niederlande            | Propeller aircraft          |
| PC-21                                                                          | Schweiz                | Propeller aircraft          |
| Super Puma Display Team                                                        | Schweiz                | Helikopter                  |
| Eurocopter Tiger                                                               | Frankreich             | Helikopter                  |
| Mil Mi-24/35 Hind                                                              | Tschechien             | Helikopter                  |
| 25 & 100 anniversary PC-7 Team Superconni                                      | Schweiz                | Special demonstrations      |
| Ground Attack 4x Hawker Hunter                                                 | Schweiz                | Special demonstrations      |
| Jetman                                                                         | Schweiz                | Special demonstrations      |
| Bücker Bü 131 Bücker Bü 133 Pilatus P-2 Pilatus P-3 Pilatus PC-9 Pilatus PC-21 | Schweiz                | 100 Years Military aviation |
| Alouette II Alouette III Cougar Eurocopter EC635                               | Schweiz                | 100 Years Military aviation |
| DH.115 Hawker HunterT Mirage IIIDS F-5F                                        | Schweiz                | 100 Years Military aviation |
| Morane-Saulnier MS.406 F/A-18C                                                 | Schweiz                | 100 Years Military aviation |
| Recce Pilatus PC-6T                                                            | Schweiz                | 100 Years Military aviation |
| Fokker D.VII Blériot XI                                                        | Schweiz Frankreich     | 100 Years Military aviation |

### Zwischenwoche
Montag 1. September 2014
| Luftfahrzeug                               | Land    |
| ------------------------------------------ | ------- |
| 2 xPilatus PC-6 mit Recce                  | Schweiz |
| Super Puma Display Team                    | Schweiz |
| F/A-18 Hornet Solo Display                 | Schweiz |
| PC-7 Team                                  | Schweiz |
| Patrouille Suisse und 1 Hawker Hunter "PS" | Schweiz |
| WeFly! Team                                | Italien |

Dienstag 2. September 2014
| Luftfahrzeug               | Land    |
| -------------------------- | ------- |
| 2 xPilatus PC-6 mit Recce  | Schweiz |
| Super Puma Display Team    | Schweiz |
| F/A-18 Hornet Solo Display | Schweiz |
| PC-7 Team                  | Schweiz |
| Patrouille Suisse          | Schweiz |
| WeFly! Team                | Italien |

Mittwoch 3. September 2014
| Luftfahrzeug              | Land                   |
| ------------------------- | ---------------------- |
| 2 xPilatus PC-6 mit Recce | Schweiz                |
| Mirage IIIDS              | Schweiz                |
| Hawker Hunter Papyrus     | Schweiz                |
| PC-7 Team                 | Schweiz                |
| Breitling Jet Team        | Frankreich             |
| Breitling Wingwalkers     | Vereinigtes Königreich |
| WeFly! Team               | Italien                |
| Suchoi Su-26              | Schweiz                |

Donnerstag 4. September 2014
| Luftfahrzeug               | Land    |
| -------------------------- | ------- |
| Pilatus PC-6 mit Recce     | Schweiz |
| Super Puma Display Team    | Schweiz |
| F/A-18 Hornet Solo Display | Schweiz |
| PC-7 Team                  | Schweiz |
| Patrouille Suisse          | Schweiz |

Freitag 5. September 2014
| Luftfahrzeug                                     | Land                         |
| ------------------------------------------------ | ---------------------------- |
| Royal Jordanian Falcons                          | Jordanien                    |
| Al Fursan                                        | Vereinigte Arabische Emirate |
| Solo Display Team F-16                           | Niederlande                  |
| F-16 Demo Team Zeus                              | Griechenland                 |
| Breitling Jet Team                               | Frankreich                   |
| Saab 39C                                         | Schweden                     |
| MiG-29 Fulcrum                                   | Slowakei                     |
| Suchoi Su-26                                     | Schweiz                      |
| Dassault Rafale                                  | Frankreich                   |
| Eurofighter Typhoon                              | Vereinigtes Königreich       |
| Supermarine Spitfire                             | Deutschland                  |
| Jak-3U                                           | Niederlande                  |
| Hawker Sea Fury                                  |                              |
| Hawker Hunter                                    | Schweiz                      |
| North American B-25 und Lockheed P-38            | Österreich                   |
| Agusta A109                                      | Belgien                      |
| Agusta A129                                      | Italien                      |
| Super Puma Cougar Eurocopter EC635 Lufttransport | Schweiz                      |

### The Spirit of Air Defence (Cyan)
Air Defence in the past, today and the future
Samstag 6. September 2014
| Luftfahrzeug                                                                   | Land                         | Sparte                      |
| ------------------------------------------------------------------------------ | ---------------------------- | --------------------------- |
| Patrouille Suisse                                                              | Schweiz                      | Team                        |
| PC-7 Team                                                                      | Schweiz                      | Team                        |
| Al Fursan                                                                      | Vereinigte Arabische Emirate | Team                        |
| Frecce Tricolori                                                               | Italien                      | Team                        |
| Breitling Wingwalker                                                           | Vereinigtes Königreich       | Team                        |
| Falcons Para Jumpers                                                           | Vereinigtes Königreich       | Team                        |
| Royal Jordanian Falcons                                                        | Jordanien                    | Team                        |
| Red Arrows                                                                     | Vereinigtes Königreich       | Team                        |
| F-16                                                                           | Niederlande                  | Jet                         |
| F/A-18C Hornet                                                                 | Schweiz                      | Jet                         |
| MiG-29UB Fulcrum                                                               | Slowakei                     | Jet                         |
| Rafale                                                                         | Frankreich                   | Jet                         |
| Eurofighter Typhoon                                                            | Vereinigtes Königreich       | Jet                         |
| Mirage IIIDS                                                                   | Schweiz                      | Oldtimer Jet                |
| Hawker Hunter Papyrus                                                          | Schweiz                      | Oldtimer Jet                |
| C-3605                                                                         | Schweiz                      | Propeller aircraft          |
| Devoitine D-26                                                                 | Schweiz                      | Propeller aircraft          |
| 2 x Spitfire                                                                   | Deutschland                  | Propeller aircraft          |
| Chance Vought F4U                                                              | Österreich                   | Propeller aircraft          |
| PC-9 Target Tow                                                                | Schweiz                      | Propeller aircraft          |
| Me-109                                                                         | Deutschland                  | Propeller aircraft          |
| Super Puma Display Team                                                        | Schweiz                      | Helikopter                  |
| Agusta A109                                                                    | Belgien                      | Helikopter                  |
| Airbus A380                                                                    | Frankreich                   | Transport                   |
| Swiss Airbus A330 und Patrouille Suisse                                        | Schweiz                      | Special demonstrations      |
| Luftpolizeidienst 2 F/A-18C und Beechcraft King Air                            | Schweiz                      | Special demonstrations      |
| Jetman                                                                         | Schweiz                      | Special demonstrations      |
| Bücker Bü 131 Bücker Bü 133 Pilatus P-2 Pilatus P-3 Pilatus PC-9 Pilatus PC-21 | Schweiz                      | 100 Years Military aviation |
| Alouette II Alouette III Cougar Eurocopter EC635                               | Schweiz                      | 100 Years Military aviation |
| DH.115 Hawker HunterT Mirage IIIDS F-5F                                        | Schweiz                      | 100 Years Military aviation |
| P-51 Mustang F/A-18C                                                           | Schweiz                      | 100 Years Military aviation |
| Recce Pilatus PC-6T                                                            | Schweiz                      | 100 Years Military aviation |
| Fokker D.VII Blériot XI                                                        | Schweiz Frankreich           | 100 Years Military aviation |

### Heavy Metal and Evolution (Purple)
Innovation and Air Transportin the past, today and the future
Sonntag 7. September 2014
| Luftfahrzeug                                                                   | Land                         | Sparte                                                   |
| ------------------------------------------------------------------------------ | ---------------------------- | -------------------------------------------------------- |
| Patrouille Suisse                                                              | Schweiz                      | Team                                                     |
| PC-7 Team                                                                      | Schweiz                      | Team                                                     |
| Patrouille Suisse und Hawker Hunter PS                                         | Schweiz                      | Team                                                     |
| PC-7 Team Lockheed Super Constellation                                         | Schweiz                      | Team                                                     |
| Patrouille Suisse und PC-7 Team                                                | Schweiz                      | Team 25th and 50th Anniversary                           |
| Al Fursan                                                                      | Vereinigte Arabische Emirate | Team                                                     |
| Frecce Tricolori                                                               | Italien                      | Team                                                     |
| Breitling Jet Team                                                             | Frankreich                   | Team                                                     |
| Falcons Para Jumpers                                                           | Vereinigtes Königreich       | Team                                                     |
| Royal Jordanian Falcons                                                        | Jordanien                    | Team                                                     |
| F-16Solo Display Team                                                          | Niederlande                  | Jet                                                      |
| F/A-18 Hornet Solo Display                                                     | Schweiz                      | Jet                                                      |
| F-16 Demo Team Zeus                                                            | Griechenland                 | Jet                                                      |
| Saab 39                                                                        | Schweden                     | Jet                                                      |
| Eurofighter Typhoon                                                            | Vereinigtes Königreich       | Jet                                                      |
| Airbus A 310MRTT und 2 Eurofighter Typhoon                                     | Deutschland                  | Jet                                                      |
| F/A-18C Hornet                                                                 | Schweiz                      | Jet                                                      |
| Saab 39C                                                                       | Schweden                     | Jet                                                      |
| Me-262                                                                         | Deutschland                  | Oldtimer Jet                                             |
| Hawker Hunter                                                                  | Schweiz                      | Oldtimer Jet                                             |
| C-3605                                                                         | Schweiz                      | Propeller aircraft                                       |
| Ju-52                                                                          | Schweiz                      | Propeller aircraft                                       |
| Hawker Sea Fury und Hawker Hunter                                              | Frankreich Schweiz           | Propeller aircraft Oldtimer Jet                          |
| Solar Impulse 2                                                                | Schweiz                      | Propeller aircraft                                       |
| Pilatus P-2                                                                    | Schweiz                      | Propeller aircraft                                       |
| Super Puma Display Team                                                        | Schweiz                      | Helikopter                                               |
| Agusta A129                                                                    | Italien                      | Helikopter                                               |
| BO-105 Flying Bulls                                                            | Österreich                   | Helikopter                                               |
| Airbus A380                                                                    | Frankreich                   | Transport                                                |
| North American B-25 und Lockheed P-38 Bombrun Pyrotechnik                      | Österreich                   | Special demonstrations                                   |
| Jetman und F/A-18C                                                             | Schweiz                      | Special demonstrations                                   |
| Abschuss Boeing B-17 durch Morane WW2 Dübendorf                                | Frankreich                   | 100 Years Military aviation                              |
| Super Puma Cougar Eurocopter EC635 Lufttransport                               | Schweiz                      | 100 Years Military aviation                              |
| Recce Pilatus PC-6T                                                            | Schweiz                      | 100 Years Military aviation                              |
| Fokker D.VII Blériot XI                                                        | Schweiz Frankreich           | 100 Years Military aviation                              |
| Bücker Bü 131 Bücker Bü 133 Pilatus P-2 Pilatus P-3 Pilatus PC-9 Pilatus PC-21 | Schweiz                      | 100 Years Military aviation                              |
| Alouette II Alouette III Cougar Eurocopter EC635                               | Schweiz                      | 100 Years Military aviation                              |
| DH.115 F/A-18D, Hawker HunterT Mirage IIIDS F-5F                               | Schweiz                      | 100 Years Military aviation                              |
| P-51 Mustang F/A-18C                                                           | Schweiz                      | 100 Years Military aviation                              |
| 24 xF-5E in Formation 100                                                      | Schweiz                      | 100 Years Military aviation Surprise „100th Anniversary“ |

## Static Display

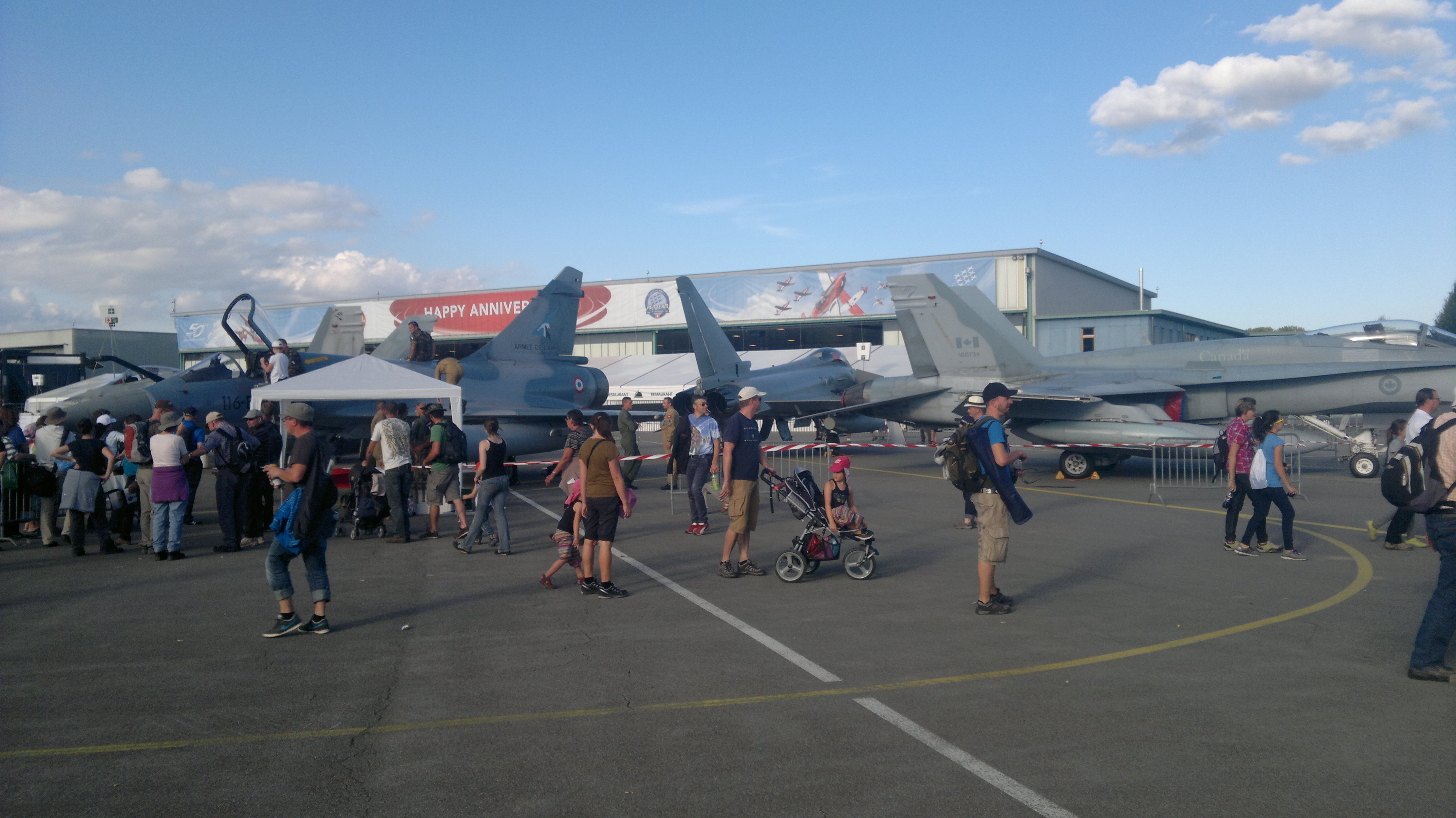
Rechts eine kanadische F/A-18, links eine französische Mirage 2000, dazwischen ein österreichischer Eurofighter

Die Auflistung ist nicht umfassend.
| Luftfahrzeug          | Land                | Luftfahrzeug                 | Land               |
| --------------------- | ------------------- | ---------------------------- | ------------------ |
| Pilatus P-2           | Schweiz             | Pilatus P-3                  | Schweiz            |
| Pilatus PC-6          | Schweiz             | Pilatus PC-7                 | Schweiz            |
| Pilatus PC-9          | Schweiz             | Pilatus PC-12                | Schweiz            |
| Pilatus PC-21         | Schweiz             | Mirage 2000                  | Frankreich         |
| Cessna Citation Excel | Schweiz             | DHC-6                        | Schweiz            |
| Mil Mi-24             | Tschechien          | F/A-18C                      | Schweiz Kanada     |
| F-15                  | Vereinigte Staaten  | Eurofighter Typhoon          | Österreich         |
| CH-53                 | Deutschland         | An-26                        | Ungarn             |
| Saab 39C              | Ungarn Schweden     | MiG-29UB                     | Slowakei           |
| Dewoitine D26         | Schweiz             | Alpha Jet                    | Portugal           |
| DC-3                  | Schweiz             | F-5E                         | Schweiz            |
| AT-6                  | Schweiz             | C-3603                       | Deutschland        |
| Mil Mi-8              | Kroatien            | P-51 Mustang                 | Deutschland        |
| Hawker Hunter         | Schweiz             | Super Puma                   | Schweiz            |
| North American B-25   | Österreich          | Chance Vought F4U            | Österreich         |
| EC635                 | Schweiz             | Beech 18                     | Schweiz            |
| NH-90                 | Italien             | Bombardier CS REGA           | Schweiz            |
| Mirage IIIS           | Schweiz             | Morane-Saulnier MS.406       | Schweiz            |
| KC-767                | Italien             | Boeing B-17                  | Frankreich         |
| Me 262                | Deutschland         | Blériot XI                   | Schweiz            |
| Fokker DV II          | Schweiz             | Nieuport 23                  | Schweiz            |
| Stinson L-5           | Schweiz             | Piper PA-18                  | Schweiz            |
| Fieseler Fi 156       | Schweiz             | DHC-6                        | Schweiz            |
| Messerschmitt Bf 108  | Schweiz             | Bf 109                       | Schweiz            |
| Bücker Bü 131         | Schweiz             | Bücker Bü 133                | Schweiz            |
| Alouette III          | Schweiz             | AC-4 Comet                   | Schweiz            |
| Saab GripenE Mockeup  | Schweden            | ADS 95                       | Schweiz            |
| Sikorsky S-70         | Österreich          | Do 228                       | Schweiz            |
| C-130                 | Dänemark            | OV-10 Bronco                 | Deutschland        |
| BO-105                | Schweiz             | Cessna Citation Excel        | Schweiz            |
| Dornier Do 27         | Schweiz Deutschland | FLIR Puma                    | Schweiz            |
| P-38                  |                     | Curtiss P-40 Kittyhawk       | Frankreich         |
| Grandjean 3           | Schweiz             | EC 145 REGA                  | Schweiz            |
| Solar Impulse         | Schweiz             | F-15                         | Vereinigte Staaten |
| C-3605                | Schweiz             | Lockheed Super Constellation | Schweiz            |
| Catalina              | Niederlande         | CASA C-295                   | Spanien Finnland   |

## Air14 in Zahlen
- Besucher: ca. 400'000*
- Besucher mit Ticket: 395'000
- SBB Sonderzüge: 138
- Fahrräder: 15'200
- Autos: 86400
- Flugvorführungen: 184
- Flugstunden: 50
- Planungsstab: 150 Personen

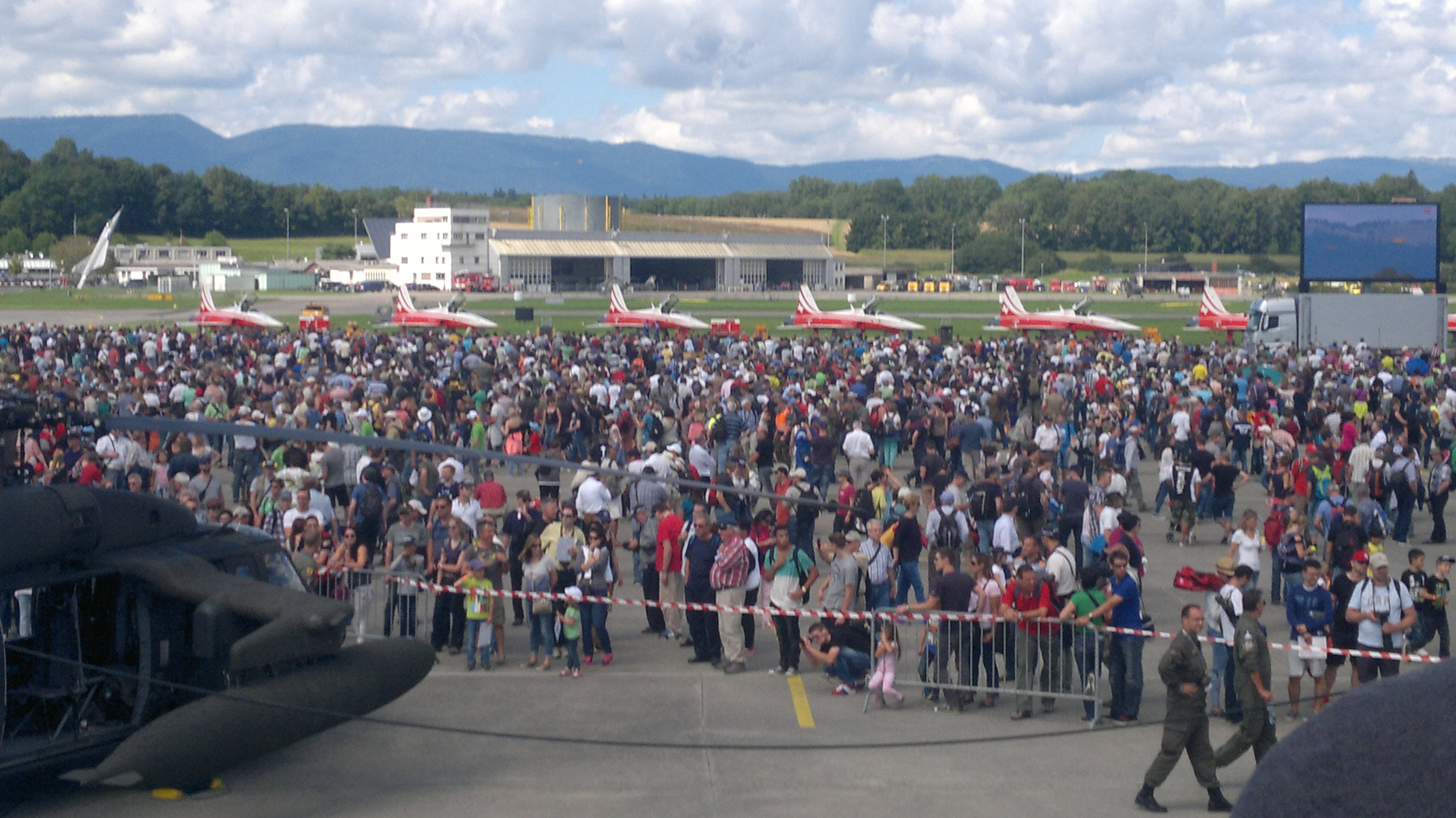
Zuschauer und dahinter die Tiger-Flugzeuge der Patrouille Suisse

- Angehörige der Armee pro Flugtag: 2000
- Einsatztage von Freiwilligen: 4800
- Medizinische Behandlungen: 1056
- davon Schwerwiegende: 10
- Transport mit Ambulanzfahrzeuge: 31
- Transporte mit Rettungshelikopter: 5

(* VBS-Mitarbeiter, Schulklassen und Kinder unter 16. Jahren benötigten kein Ticket)

## Kritik
Die Air14 wurde im Vorfeld von armeekritischen Organisationen und Politikern kritisiert. Die Kritik der unnötigen Geldverschwendung konnte durch die transparente Aufzeichnung der Finanzierung durch Eintritte, Sponsoren und Partner entkräftet werden. Auch Kritik aus Sicht auf den Umweltschutz hielt sich in Grenzen, da mit der SBB und Gebührenpflicht für Parkfelder, einem umfassenden Abfall- und Recycling-System sowie der strikten Einhaltung des üblichen Jahres-Flugstundenkontingents dem Umweltschutz Beachtung beigemessen wurde. Die Kritik einiger Exponenten, dass es unschicklich sei, „Tötungsmaschinen“ zu feiern, fand bei der Bevölkerung und der Presse keine grosse Beachtung.
Jedoch wurde aufgrund der völkerrechtswidrigen Annexion der Krim durch Russland die Einladung des russischen Kunstflugteams Russkije witjasi kritisiert. Die Führung der Luftwaffe liess verlauten, dass die Air14 kein politisches Event ist. Auch der Kommandant der russischen Luftwaffe wies darauf hin, dass die Flugzeuge, auch wenn sie kampffähig sind, ausschliesslich für Kunstflug verwendet werden und als Zeichen der Freundschaft in die Schweiz kommen sollten. Die Führung der Luftwaffe und das Organisationskomitee der Air14 hielten an der Einladung fest, sie wurden jedoch kurz vor der Air14 per Bundesratsbeschluss gezwungen, die Russkije Witjasi auszuladen. Dies führte wiederum zu Kritik an der Air14, denn noch nie zuvor wurde bei einer Airshow ein eingeladenes Kunstflugteam wieder ausgeladen. Zudem wurde mit dem Entscheid die Neutralität des Bundesrates infrage gestellt, da nur dieses Team ausgeladen wurde, während die Beteiligung anderer, auch in Konflikten aktiven, Staaten nicht hinterfragt wurde.